# Frederic Gras i Paris
Frederic Gras i Paris (Reus, 6 de enero de 1907 - Santiago de Chile, 14 de agosto de 1992) fue un Agente Jefe de la Comissaria General D' Ordre Públic de Catalunya hasta su exilio en 1939 debido a la Guerra Civil Española; Coleccionista de Arte privado, actividad familiar que, si bien jamás abandonó, le dedicó gran parte de su vida en el exilio. También fue benefactor de diferentes instituciones de ayuda social, nunca cesando su colaboración con la causa republicana. 

## Biografía

Teresa París i Alsina; Dolores; Frederic; Bartolomé Gras Stapa

### Orígenes
Hijo de Bartolomé Gras Stapa, de ascendencia española - austrohúngara y Teresa Paris i Alsina, de quien se presume, fue familiar consanguíneo en línea materna del pintor Ramón Martí i Alsina. Se cría en el seno de una familia católica acomodada, la cual,  por línea paterna, está por larga data vinculada a las artes. Vive toda su niñez y juventud en Reus, pueblo donde fue bautizado y realizó su primera comunión. 
Su padre que tuvo un fuerte vínculo con artistas del expresionismo austriaco de principios del siglo XX, sabía lo que se estaba fraguando en el París de los "locos años 20", transformándose en un ávido participante de las tertulias de intelectuales que se realizaban por aquella época en la ciudad, donde llegó a compartir con personajes como Jean Cocteau. En estos eventos también conoció al diplomático chileno Carlos Morla y su esposa.

### Primeros viajes
Siendo adolescente, comenzó a viajar con su padre, de manera constante, a Barcelona y París en busca de encargos y nuevas adquisiciones para la colección de arte privada de la familia. Esto viajes le permitieron a Frederic frecuentar de manera muy temprana los talleres o atelier de diferentes pintores, grabadores y escultores, llegando a conocer lo más intimo de ellos, ver la forma en que vivían y como podían expresar su arte en cualquier tipo de soporte; telas, cueros, cartones, cubiertas de libro y todo tipo de trastos viejos.
Esto marcó profundamente a Frederic y lo llevó a entablar amistad con muchos de estos jóvenes artistas que por aquel entonces llevaban una vida bohemia, en muchos casos rozando la precariedad en los barrios de Montmartre y Montparnasse.

### Motociclismo
Otra pasión de Frederic Gras fue el motociclismo, haciéndose a temprana edad, probablemente principios de los años 20, con una motocicleta de la extinta marca PATRIA las cuales eran fabricadas en la misma ciudad de Barcelona. Esta pasión por el motociclismo deportivo lo llevó a competir de manera profesional por la marca A.J.S. en la categoría 350cc y por la Peña Reddis hasta, al menos, marzo de 1928 según registro histórico de la hemeroteca del periódico Mundo Deportivo:

"Otro candidato a la máxima clasificación, es Federico Gras, un devoto del motor, de Reus, que en la prueba a la vieja Tarraco, va a defender los colores de la Peña Reddis, de Reus."

### Servicio militar e ingreso al ejército

Frederic Gras i París en Larache, Marruecos español 1930

Sabido era por don Bartolomé Gras y doña Teresa París que su hijo Frederic tendría que ingresar al servicio militar obligatorio antes de los 21 años, dada la reforma aprobada por el gobierno liberal de José Canales en 1912, mediante la ley de Reclutamiento y Reemplazo del Ejército:
“El servicio militar es obligatorio para todos los españoles con aptitud para manejar las armas; constituye un título honorífico de ciudadanía y se prestará personalmente por aquellos á quienes corresponda, en la forma y condiciones que determina esta ley.”''
Esto no fue visto con malos ojos por sus padres, considerando que sería un buen complemento a la formación del joven Frederic que, hasta ese entonces, había sido más bien libre, teniendo como actividades principales el motociclismo deportivo y ayudar a su padre con las actividades familiares relacionadas al arte. Esta última actividad y sus constates visitas a sus amigos artistas en París, le influyeron en gran medida en su pensamiento político y su visión de mundo.
A mediados del año 1928 ya se había incorporado al ejército y en 1929 formaba parte del Regimiento 17 de Caballería Cazadores de Tetuán; regimiento creado en el año 1875.
En 1930, teniendo a cargo un escuadrón, recibe la pena de ejecución por arrancar el pabellón nacional de su boina y ordenar lo propio a sus soldados. Este castigo le hubiese costado la vida de no se por las gestiones de su padre y las influencias con las que contaba su familia, pudiendo acceder a un beneficio de cambio en la condena, que lo obliga a pasar 8 meses de calabozo en la ciudad de Larache al noroeste del protectorado español de Marruecos.

### Exilio y El Winnipeg
A mediados de 1939 debe huir a Francia donde recibe ayuda de un grupo de artistas simpatizantes de la causa republicana, entre los cuales se encontraba el pintor, escultor y grabador Pablo Ruiz Picasso. Fue gracias a ellos, que, pasado un corto periodo de tiempo, se entera de la posibilidad de embarcarse rumbo Chile en un paquebote mixto francés a vapor adaptado especialmente para la causa, el SS Winnipeg. Esto gracias a la gestión del Poeta chileno Pablo Neruda, quien en ese momento desempeñaba la función de Cónsul especial para la Inmigración Española en París durante el gobierno de Pedro Aguirre Cerda.
El compromiso de Neruda con la causa republicana española data aproximadamente del verano de 1936, tras una cruda matanza de civiles indefensos en la cual fallece su gran amigo y también poeta Federico García Lorca a quien Frederic también había conocido tiempo antes en algunas reuniones organizadas en Madrid por el diplomático chileno Carlos Morla. 
De esta manera, Frederic Gras viaja hasta Trompeloup para embarcarse en el puerto fluvial de Pauillac rumbo a Chile en el Winnipeg un 4 de agosto de 1939 junto más de 2000 exiliados que como él, buscaban un nuevo amanecer en tierras americanas.

### Llegada a Chile y Primeros años en el país

Refugiados descienden del Winnipeg 1939

Un 2 de septiembre de 1939 después de un duro y largo viaje, atracó el Winnipeg en el puerto chileno de Valparaíso. Frederic toma rumbo a Santiago junto a otros refugiados, entre ellos su amigo Leopoldo Castedo y su esposa.
Ya en Chile, Frederic adopta definitivamente, y para todos los efectos legales en el país sudamericano, el nombre de Federico Gras París.
Su primera residencia fue en el centro de capital chilena, donde fue recibido junto a Castedo y otros compañeros de viaje en la casa de la pintora chilena María Tupper Huneeus de la cual Frederic tenía referencias por su padre, quien la había conocido en un viaje realizado por ella y su familia a Europa a mediados de los años 30. 
El pintor ruso Boris Grigoriev, quien lamentablemente había fallecido pocos meses antes en Francia, también era un vínculo en común que conectaba a la familia Gras con la familia Tupper, en especial con María, quien además de ser amiga de Pablo Neruda y apoyar la causa republicana, había sido contactada tiempo antes desde París por su amiga María Baeza refiriéndole a Leopoldo Castedo:
“Así nadie mejor que usted, María, para presentarte a nuestro amigo Leopoldo Castedo y su señora, doctor en filosofía, poeta, escritor, periodista y catedrático, a pesar de sus pocos años. Ojalá que encuentre en Chile la compensación de sus heroicos servicios a la causa republicana, creo que si.”
Instalado en el centro de Santiago, asistía constantemente a las reuniones celebradas en calle Merced en el desaparecido Centro Republicano Español, lugar donde conoce a Cerafina Rebolledo Henríquez, con quien contraería matrimonio años más tarde.
El Centro Republicano de Santiago fue una institución de gran importancia en cuanto a la integración social de los exiliados españoles en Chile. Esto lo explica muy bien la Dra. Encarnación Lemus, del departamento de Historia Contemporánea de la Universidad de Huelva en su investigación titulada  “Los refugiados españoles en Chile: fuentes y hallazgos en un exilio de larga duración”:
“Los republicanos no eran bien mirados en la sociedad recreativa más representativa de los españoles, la Unión Española, y su llegada revitalizó una asociación republicana minoritaria, el Centro Republicano de Santiago, que quedó elegantemente emplazado en la calle Merced, en una casa en la que había nacido el presidente Manuel Montt, considerada monumento nacional. El peregrinar de la institución por diferentes domicilios sociales en las siguientes décadas simboliza la progresiva pérdida de coexistencia de la comunidad republicana de Santiago y puede seguirse muy bien por la documentación de la embajada, con la que compartía sede. Ya en los ochenta, se disolvió el Centro Republicano para reintegrarse a la Unión Española. En almacenes de esta sociedad se conserva un resto de lo que fue la documentación del Centro Republicano, cuya presencia está hoy también amenazada.”

### Vida y Familia en Chile
Contrajo matrimonio con Ceferina Rebolledo un 24 de diciembre de 1942 con quien tuvo dos hijos y una hija, constituyendo su residencia familiar en la comuna de Providencia en Santiago de Chile. Educó a sus hijos en el colegio católico del Verbo Divino ubicado en la comuna de Las Condes y a su hija en el colegio británico Braemar ubicado en aquel entonces en la comuna de Providencia. Este último establecimiento educacional cambió de nombre en la década de los 70 pasando a llamarse Bradford School ubicado actualmente en la comuna de Vitacura.
Solo su hijo mayor Jorge Federico Gras continuó el legado familiar en el arte, manteniendo total anonimato de la colección y sus piezas hasta hace una década.